# Corund (Harghita)
Corund (veraltet Corond; ungarisch Korond) ist eine Gemeinde im Kreis Harghita, in der Region Siebenbürgen in Rumänien.

## Geographische Lage

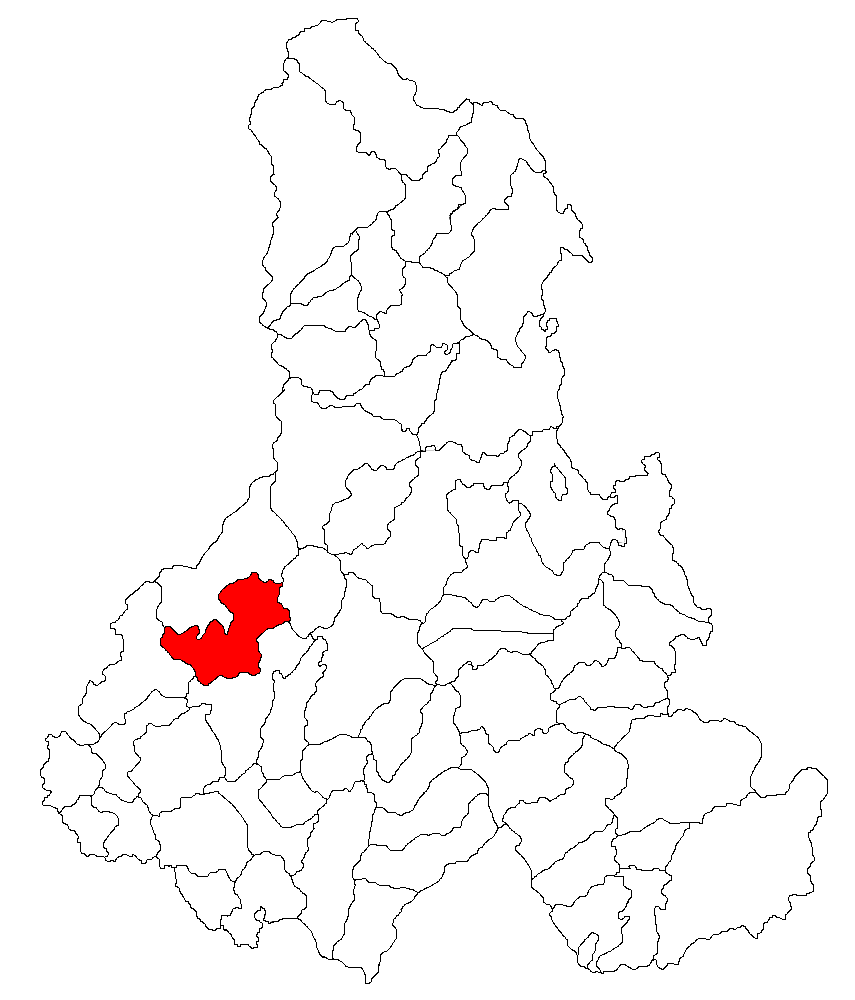
Lage der Gemeinde Corund im Kreis Harghita

Die Gemeinde Corund liegt im Osten Nordsiebenbürgens, südlich des Gurghiu-Gebirges, einem Teilgebirge der Ostkarpaten, in der historischen Region Szeklerland. Im Westen des Kreises Harghita im Tal des Baches Corund, ein linker Nebenfluss der Târnava Mică (Kleine Kokel) und am Drum național 13A liegt der Ort Corund 17 Kilometer südöstlich des Kurorts Sovata im Kreis Mureș und etwa 75 Kilometer westlich von der Kreishauptstadt Miercurea Ciuc (Szeklerburg) entfernt.

## Geschichte
Der mehrheitlich von Szeklern bewohnte Ort Corund wurde 1333 erstmals urkundlich erwähnt.
Auf dem Gebiet von Corund wird ein Schutzwall auf dem Gipfel der Anhöhe Cetatea din Valea cea Mare oder auch Cetatea Smochinului (ungarisch Nagyvölgyvára, Fügevára) und bei Cetatea lui Tartód (ungarisch Tartódvára) eine Burg erwähnt; beide werden dem Mittelalter zugeordnet. Nach Angaben des Verzeichnisses historischer Denkmäler des Ministeriums für Kultur und nationales Erbe (Ministerul Culturii și Patrimoniului Național) werden in dem Gebiet auch mehrere archäologische Funde in unterschiedliche Zeitalter zugeordnet.
Zur Zeit des Königreichs Ungarn gehörte Corund dem Stuhlbezirk Udvarhely in der Gespanschaft Udvarhely (rumänisch Comitatul Odorhei), anschließend dem historischen Kreis Odorhei und ab 1950 dem heutigen Kreis Harghita an.
Corund ist bekannt für seine Mineralwasserquellen, als Kurort mit mehreren Töpfereien und als eine der reichsten Szeklersiedlung der Region. Einer der bekanntesten Töpfer in Corund ist Lajos István.

## Bevölkerung
Die Bevölkerung der Gemeinde Corund entwickelte sich wie folgt:
| Volkszählung | Volkszählung | Ethnische Zusammensetzung | Ethnische Zusammensetzung | Ethnische Zusammensetzung | Ethnische Zusammensetzung |
| Jahr         | Bevölkerung  | Rumänen                   | Ungarn                    | Deutsche                  | andere                    |
| ------------ | ------------ | ------------------------- | ------------------------- | ------------------------- | ------------------------- |
| 1850         | 3.729        | 1                         | 3.623                     | -                         | 105                       |
| 1920         | 5.234        | 3                         | 5.210                     | -                         | 24                        |
| 1992         | 6.340        | 15                        | 5.876                     | -                         | 449                       |
| 2002         | 6.180        | 23                        | 5.896                     | 1                         | 260                       |
| 2011         | 6.135        | 21                        | 5.760                     | -                         | 354                       |
| 2021         | 6.394        | 13                        | 6.185                     | -                         | 196 (32 Roma)             |

Seit 1850 wurde auf dem Gebiet der Gemeinde Corund die höchste Einwohnerzahl 1992 ermittelt. Die höchste Anzahl der Magyaren (5.976) wurde 1941, die der Roma (449) wurde 1992, die der Rumänen (110) 1977 und die der deutschsprechenden Bevölkerung (9) 1880 registriert.

## Sehenswürdigkeiten
- In Corund, die unitarische Kirche um das 16. Jahrhundert errichtet und im 18. Jahrhundert erneuert,[7] steht unter Denkmalschutz.[5]
- Das Dorfmuseum und dessen Holztor im 19. Jahrhundert errichtet, stehen ebenfalls unter Denkmalschutz.[5]
- In Corund befindet sich eine katholische Kirche, welche nach unterschiedlichen Angaben um das Jahr 1770 errichtet wurde,[8] oder an Stelle einer älteren (1553) 1910 abgetragen und erneut errichtet wurde.[3]
- Die katholische Kirche im eingemeindeten Dorf Atia (ungarisch Atyha) wurde 1867 errichtet.[9]
- Im eingemeindeten Dorf Valea lui Pavel (Pálpataka) wurde die katholische Kirche 1994 errichtet.[10]
- Auf dem Areal des Gemeindezentrums befindet sich eine mittelalterliche Burg genannt Cetatea Firtoș[11] oder Cetatea lui Tartód und eine Kapelle. Nach Angaben des Ministeriums für Kultur und nationales Erbe wurde die Burg im 15. Jahrhundert, die Kapelle im 13. Jahrhundert errichtet.[5] In einer anderen Quelle wird die Burg dem 12. Jahrhundert und ein Turm dem 13. Jahrhundert zugeordnet.[12]

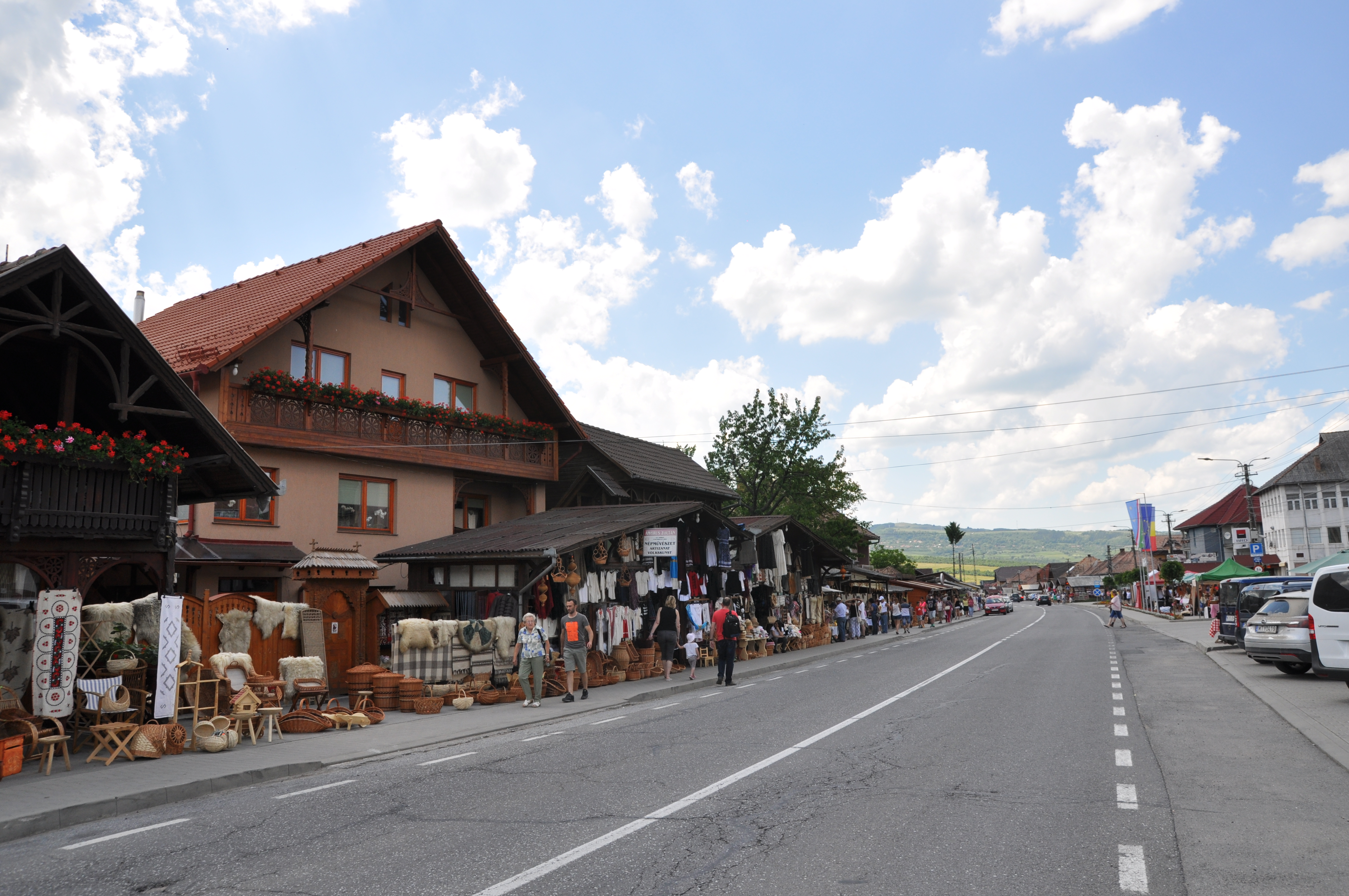
Straße in Corund
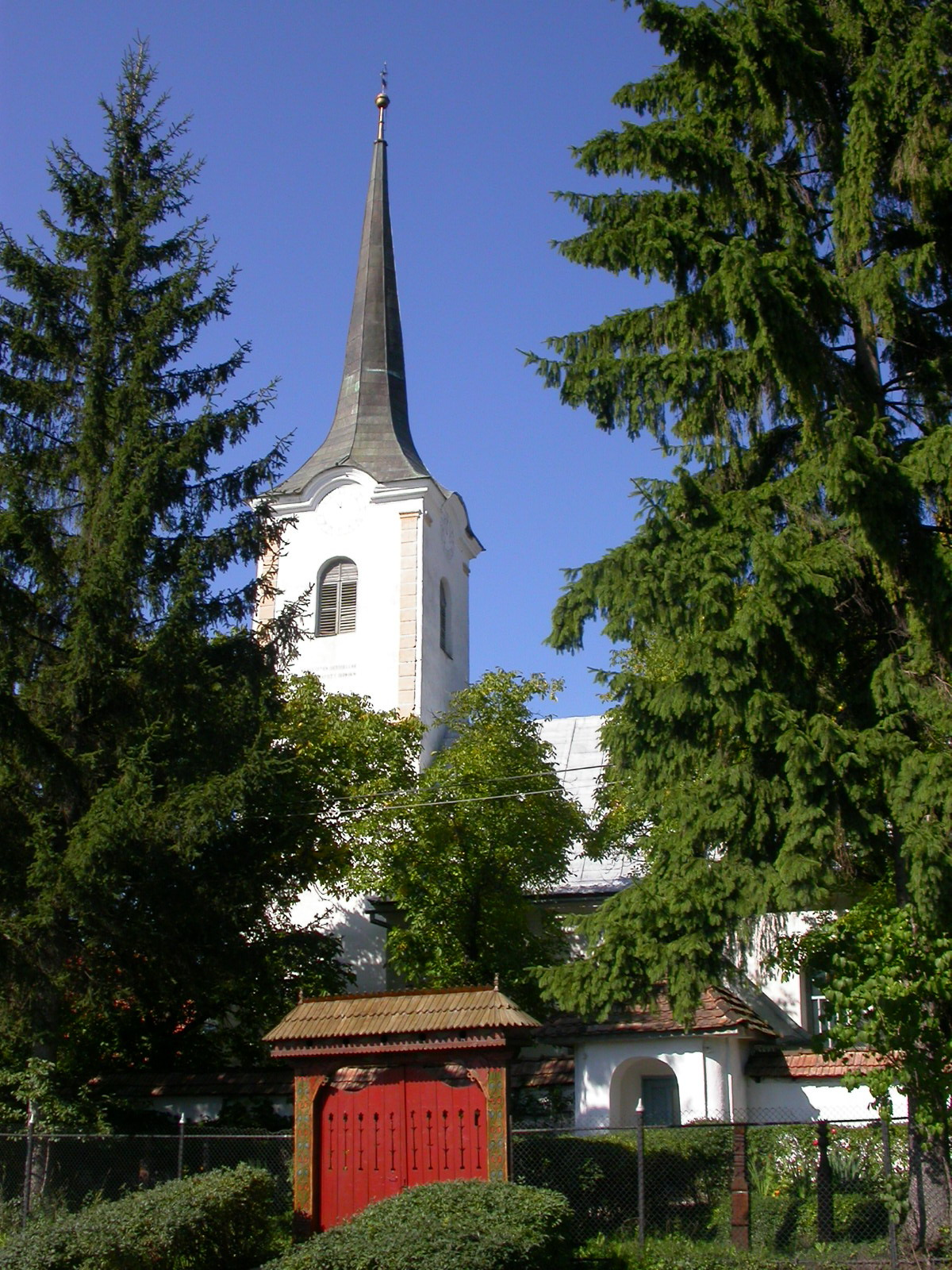
Unitarische Kirche in Corund
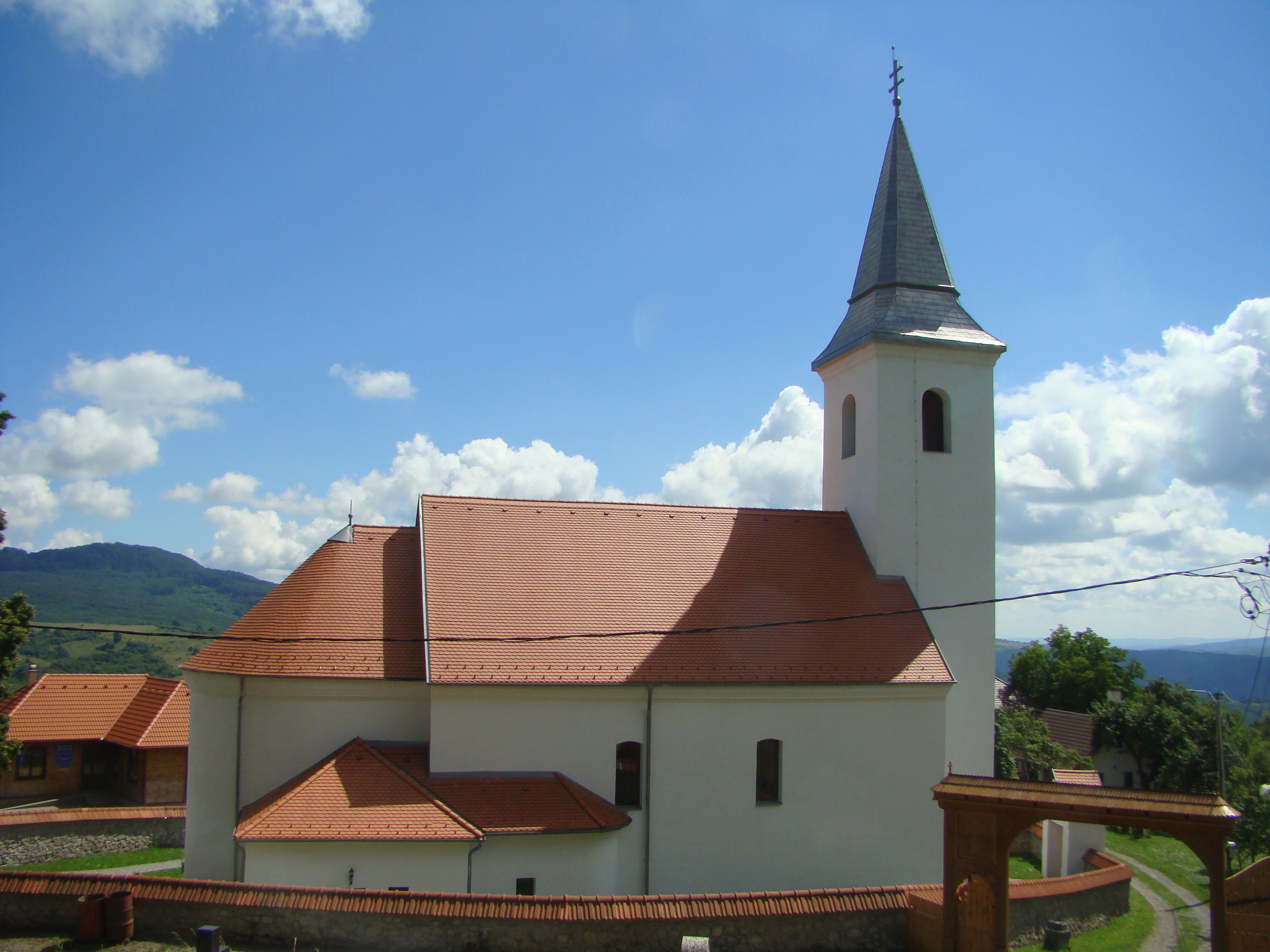
Katholische Kirche in Atia
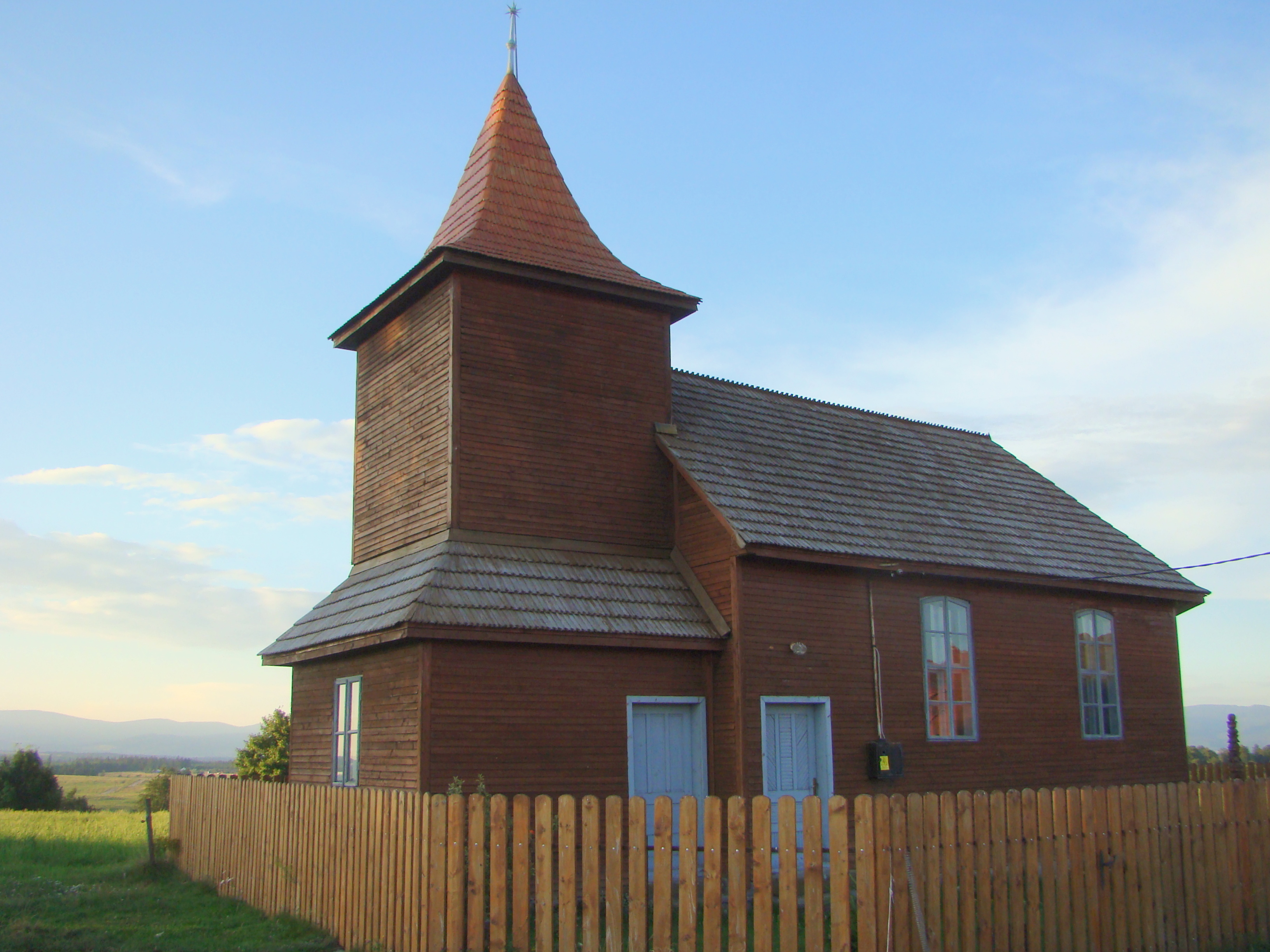
Unitarische Kirche in Fântâna Brazilor

## Persönlichkeiten
- Lajos Páll (1938–2012), ungarischer Dichter und Maler[3][13]
- Zoltán Tófalvi (* 1944), ungarischer Journalist[3][14]

## Gemeindepartnerschaften
Corund pflegt Partnerschaften mit den ungarischen Orten Arló, Becsehely, Jánoshalma, Kiskunfélegyháza, Kisszékely, Köröm, Nagyrábé, Paloznak, Szabadegyháza, Szűcsi, Újszentmargita, Veresegyház und der rumänischen Kleinstadt Valea lui Mihai (Érmihályfalva).